# Nova Iguaçu
Nova Iguaçu (en español: Nueva Iguazú) es una ciudad brasileña del Estado de Río de Janeiro que ocupa un área de 520,581 km². La población estimada es de 823 302 personas (2020).
La ciudad fue fundada el 15 de enero de 1833.

## Datos generales
Debe su nombre al pequeño río Iguaçu que discurre a través de la ciudad para desaguar en la bahía de Guanabara (no confundir con el más grande río Iguazú en el estado de Paraná, que forma las famosas cataratas que llevan su nombre en la frontera con Argentina).

## Historia

### Primeras poblaciones
Antes de que los portugueses llegaran a Río de Janeiro, los indios jacutingas ya habitaban al lado derecho del río Iguaçu. Esos indios ayudaron a los franceses cuando llegaron a la región. Ese compañerismo entre los tamoios y los franceses no fue perdonada por los portugueses, quienes exterminaron 160 tribus tupinambás después de haber expulsado a los franceses de Río de Janeiro.
Alrededor de 1565 la ciudad de São Sebastião de Río de Janeiro fue fundada, los colonizadores comenzaron a fijarse en los lados de los ríos (especialmente del río Iguaçu), y ocuparon los valles de Mereti, Sarapui, Saracuna, Jaguaré y Pilar y las zonas de Marapicu, Jacatinga, Mantiqueira e Inhomirim.
La primera iglesia de la zona de Río de Janeiro fue construida en adobe (bloques de tierra secado al sol) en la antigua aldea de los indios jacutingas (destruida por los portugueses). En ese local se plantó en primer ingenio de la región para la fabricación de azúcar, que fue denominado como Genio Jacutinga y tenía dentro de su perímetro la Iglesia de Santo Antonio Da Aldeia dos Jacutingas (más tarde alzada a categoría de Parroquia).
Las zonas marginales indígenas, se volvieron carreteras. Una larga calle indígena fue transformada en "Carretera general" (exactamente, se convirtió en una calle para carrozas). La calle Principal tenía en un punto extremo, la Parroquia de Nossa Senhora de la Conceição Mariapicu (actualmente Marapicu) y en el otro punto la Parroquia de Santo Antônio da Aldeia dos Jacutingas (actual centro de Belford Roxo), en ese punto, la Carretera General se unía a la Carretera Real (actual Avenida Automóvil Club).
La Carretera General actualmente está dividida en dos partes: la actual calle Dr. Plinio Casado y la calle Abílio Augusto Tavora (antigua calle de Madureira).
La ocupación de los afluentes del río Iguaçu comenzó a acomodarse a partir del final del siglo XVI. En el XVII Garcia Rodrigues Paes conectó Paraíba do Sul al Puerto del Pilar, para el mejor transporte del oro traído de Minas Gerais. Esa unión fue llamada Caminho do Pilar o Caminho Novo das Minas (pues substituía al Caminho de Paraty).
Posteriormente, fueron también abiertos "Caminho da Terra Firme" y la "Variante do Proença", pudiendo así, facilitar el Caminho do Ouro, ya que el tránsito en Caminho do Pilar tenía diversas dificultades. Con la reducción de su uso, el Caminho Novo, luego pasó a ser llamado Caminho Velho.
Los poblados se concentraban principalmente a los lados de los ríos, pero también había algunos en los lados más anchos de las carreteras. Su crecimiento fue motivado por la abertura de la "Estrada Real do Comércio" (carretera real de comercio), primera vía abierta en Brasil para transporte de café del interior del país.

### Villa de Iguassú
Hasta el inicio del siglo XIX, la Parroquia de Nuestra Señora de la Piedad de Iguassú (principal poblado de la región) dependía administrativa y políticamente de la ciudad de Río de Janeiro, sin embargo, ya demostraba un buen desarrollo económico, además del aumento de población y crecimiento del comercio.
Gracias a la "Estrada Real do Comercio" y a las buenas condiciones para la creación de un entrepuesto comercial, fue necesaria la creación de un municipio. El 15 de enero de 1833, finalmente, fue creada la Villa de Iguassú a partir del decreto firmado por el alcalde Nicolau Pereira de Campos Vergueiro, en nombre del Emperador Don Pedro II. El 29 de julio del mismo año, fue instalada la Cámara Municipal de los Administradores, con siete representantes.
El nuevo municipio estaba formado por las parroquias de Nuestra Señora de la Piedad de Iguassú (definida como capital del municipio), San Antonio de Jacutinga, Nuestra Señora del Pilar, San Juan de Meriti y Nuestra Senhora de Concepción de Marapicu. Inicialmente, la parroquia de Nuestra Señora de la Piedad de Inhomirim también estaba incluida, aunque los pobladores de ese distrito no aceptaron la incorporación, especialmente debido a la distancia existente.
La Asamblea Legislativa de la Provincia (Estado) de Río de Janeiro extinguió el municipio de Iguassú el 13 de abril de 1835 (artículo 14), pero se restauró el 10 de diciembre de 1836 (artículo 57), ya sin la Parroquia de Inhomirim. En 1846 el municipio perdió una parte más de su territorio al ser creada la Vila da Estela, que tomó para sí la Parroquia do Pilar.
El área total de la Villa de Iguassú era, en la época de su construcción, de 1.305,47 km². En la sede, había un cuartel con una cadena unida a la Cámara de Administradores, el Foro, casas comerciales y cerca de cien casas. En los puertos eran embarcadas mercaderías con rumbo a Río de Janeiro. La población en 1879 era estimada en 21.703 personas, siendo esclavos alrededor de 7.600.

### Mapa de la Villa de Iguassú (1837)
| 1 - Colina da Cadeia 2 - Camino da Serra 3 - Puerto do Pinto 4 - Puerto do Viana 5 - Puerto Soares e Mello 6 - Puerto dos Passageiros 7 - Puerto dos Saveiros 8 - Cámara (Palacio) Municipal 9 - Cadena de Iguassú | 10 - Mar dos Ferreiros 11 - Almacén Soares e Mello 12 - Puerto de Iguassú 13 - Colina do Pessoa 14 - Colina do Marinho 15 - Mar do Vítor 16 - Mar Lava-pés 17 - Mar principal de N.S. da Piedade 18 - Colina M. Lima | 19 - Colina Demetriano 20 - Pantano Cambambé 21 - Marambaia 22 - Camino dos Velhacos 23 - Camino para Tinguá 24 - Calle do Comércio 25 - Calle do Cambambé 26 - Riachuelo Mangangá 27 - Calle da Olaria |

### Maxambomba
Maxambomba es el nombre de un mecanismo de grúa, operado sobre uno o dos caminos, utilizado en la época del Brasil Colonial por los dueños de ingenios para colocar una carga con seguridad sobre la embarcación destinada al transporte fluvial de producción azucarera. El mecanismo permitía bajar la carga sobre la balsa, observando el centro de gravedad para la adecuada distribución del peso de la carga, evitando así las oscilaciones que pudieran, accidentalmente, lanzar la carga al río durante la maniobra.
Así vemos que un mecanismo para el cargamento de embarcaciones dio nombre al Ingenio y al río que actualmente fluye canalizado bajo los caseríos situados entre las calles Luis Guimarães / Nilo Peçanha y la calle Otávio Tarquínio. La sierra de Madureira, anteriormente, también llegó a ser denominada como Sierra de Maxambomba (Serra do Engenho Maxambomba) 
Una canoa de fondo plano era el transporte más apropiado para navegar sobre el afluente del río, utilizado por el Ingenio como vía fluvial de transporte.
La producción del Ingenio Maxambomba se llevaba en balsas a través del río Da Prata (un afluente del río Sarapuí). En otras ocasiones el transporte era realizado a través del río Maxambomba, principalmente cuando el río Da Prata estaba obstruido por un amontonamiento de árboles, o bloqueado por el desmoronamiento del talud en las orillas. A través del río Maxambomba la producción llegaba al puerto Dos Saveiros (en Tinguá), y a través del río Da Prata la carga llegaba al puerto del río Sarapuí (Puerto do Sarapuí), donde era reembarcada en veleros con destino a Río de Janeiro.
Para cargar las canoas, el Ingenio contaba con dos puertitos, uno de ellos se localizaba en el actual Bairro da Vila Nova (utilizada el río da Prata); el otro existía en las principales elevaciones del río Maxambomba (actual centro de Nova Iguaçú). Fue así que la localidad fue prosperando tanto con la unión de los ingenios Jacutinga y Maxambomba hasta convertirse en una aldea; que surgió en la periferia de sus tierras, alrededor del "puertito", cerca a la actual calle Luis Guimarães (antigua Nilo Peçanha).
Esclavos fugitivos de Ingenio Jacutinga y de Ingenio Maxambomba, entre otros Ingenios, utilizaban el lecho del río Da Prata para llegar a las encuestas de la sierra de Madureira, donde en el actual Barrio do K 11 fundaron Quilombo de Cauanza. 
En 1891, la sede del municipio fue transferida definitivamente para Maxambomba, que fue elevada a categoría de Villa. La antigua Villa de Iguassú pasó a ser conocida por Vieja Iguassú.
Luego, en 1950, época de inauguración de la carretera Presidente Dutra, las tierras remanentes del antiguo Ingenio colonial Maxambomba, fueron desapropiadas por el presidente de la república Dr. Getúlio Vargas, quien urbanizó la hacienda transformándola en el Barrio Presidencial modelo. El objetivo fue ofrecer hospedaje a los marítimos, una categoría de servidores del estado, transformando la Hacienda Maxambomba en el Bairro California (Barrio California).

### Nova Iguaçu

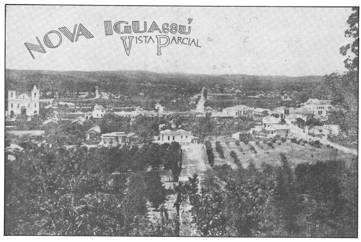
Vista de la ciudad de Nova Iguaçu, mostrando el centro de Santo Antônio de Jacutinga y varios naranjales (1932).

La Villa de Maxambomba recibió oficialmente el nombre de Nova Iguassú a través de la Ley n.º 1.331, de 9 de noviembre de 1916, de autoría del diputado estatal Manuel Reis. La ortografía del nombre de la ciudad solo cambió para Iguaçu tiempos después, luego de reformas ortográficas de la lengua portuguesa.
Después de la decadencia de la agricultura de la caña de azúcar, la cultura de la naranja pasó a ser la más importante para el municipio. A la venida de São Gonçalo, la naranja encontró suelo ideal en Nova Iguaçu. Por mencionar un ejemplo, todo el barrio Posse de Nova Iguaçu era antiguamente una gran hacienda productora de naranjas.
Prácticamente toda la producción de naranjas era exportada, trayendo para el municipio un gran desenvolvimiento económico. La exportación comenzó a ocurrir en el año de 1891.
La cima de la citricultura en Nova Iguaçu fue de los años 1930 a 1956. De 1930 a 1940, la ciudad de Nova Iguaçu era llamada "Ciudad Perfume", porque los naranjales en floración perfumaban toda la estación de ferrovias.
La construcción de casas de beneficiamiento de la producción en la segunda mitad del siglo XX trajo descanso para la exportación. Sin embargo, durante la Segunda Guerra Mundial, hubo interrupción del transporte marítimo, impidiendo la exportación de las naranjas, por este medio. Con eso, las áreas de los antiguos naranjales comenzaron a ser divididas en lotes y así nuevos barrios surgieron.
A partir de esta "Crisis de la naranja", Nova Iguaçu pasó a concentrarse en un proceso de industrialización, beneficiado por la facilidad del filtrado de la producción, gracias, especialmente, a las rodovias que dividen el municipio, entre ellas la BR-116.
Además, en esa época era posible encontrar con facilidad amplios terrenos a muy bajos preciosa y mano de obra barata. Nova Iguaçu paso entonces, a contar con un significativo parque industrial y una gran actividad de comercio.

### Futuro

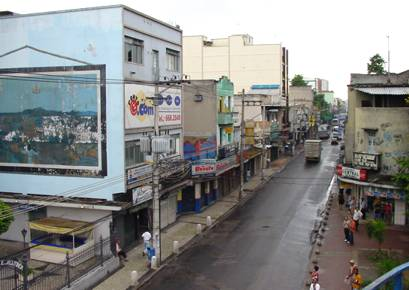
Vista parcial del centro de Nova Iguaçu.

A pesar de todas las dificultades, Nova Iguaçu continúa siendo considerada una de las ciudades más atractivas de la región metropolitana. Varios proyectos están siendo realizados para mejorar el municipio.
En 1999, por ejemplo, fue lanzado un plan estratégico, que hizo un diagnóstico de los problemas de Nova Iguaçu y sus posibles soluciones. Actitudes como la reforma del centro comercial de la ciudad (el segundo mayor del estado) y la creación de un polo logístico son las principales acciones para traer nuevos dueños de distintos cargos para la región, y consecuentemente, más oferta de empleos para la población.
Solo, como ejemplo, la industria de cosméticos de la ciudad tiene la segunda mayor concentración de fábricas de esa área en el país. Además de eso, si antiguamente Nova Iguaçu era una "ciudad-dormitorio", actualmente gran porción de la población trabaja en la propia ciudad.

## Organización territorial
Nova Iguaçu es administrativamente dividida en 5 Setores de Planejamento Integrado ("Sectores de Planificación Integrada"), 9 distritos denominados Unidades Regionais de Governo ("Unidades Regionales de Gobierno") e 68 bairros (barrios).
| Setor de Planejamento Integrado (SPI)    | Unidade Regional de Governo (URG) |
| ---------------------------------------- | --- |
| Setor de Planejamento Integrado Centro   | Unidade Regional de Governo Centro (URG I), Unidade Regional de Governo da Posse (URG II) y Unidade Regional de Governo de Comendador Soares (URG III) |
| Setor de Planejamento Integrado Sudoeste | Unidade Regional de Governo de Cabuçu (URG IV) y Unidade Regional de Governo do KM 32 (URG V)                                                          |
| Setor de Planejamento Integrado Noroeste | Unidade Regional de Governo de Austin (URG VI) |
| Setor de Planejamento Integrado Nordeste | Unidade Regional de Governo de Vila de Cava (URG VII) y Unidade Regional de Governo de Miguel Couto (URG VIII)                                         |
| Setor de Planejamento Integrado Norte    | Unidade Regional de Governo de Tinguá (URG IX) |

| URG Centro (URG I) |
| ------------------ |
| Bairro da Luz      |
| Califórnia         |
| Caonze             |
| Centro             |
| Chacrinha          |
| Engenho Pequeno    |
| Jardim Iguaçu      |
| Jardim Tropical    |
| Moquetá            |
| Prata              |
| Rancho Novo        |
| Santa Eugênia      |
| Viga               |
| Vila Nova          |
| Vila Operária      |

| URG Posse (URG II) |
| ------------------ |
| Ambaí              |
| Bairro Botafogo    |
| Carmary            |
| Cerâmica           |
| Kennedy            |
| Nova América       |
| Parque Flora       |
| Ponto Chic         |
| Posse              |
| Três Corações      |

| URG Comendador Soares (URG III) |
| ------------------------------- |
| Comendador Soares               |
| Danon                           |
| Jardim Alvorada                 |
| Jardim Nova Era                 |
| Jardim Palmares                 |
| Jardim Pernambuco               |
| Ouro Verde                      |
| Rosa dos Ventos                 |

| URG Cabuçu (URG IV) |
| ------------------- |
| Cabuçu              |
| Campo Alegre        |
| Ipiranga            |
| Lagoinha            |
| Marapicu            |
| Palhada             |
| Valverde            |

| URG KM 32 (URG V) |
| ----------------- |
| Jardim Guandu     |
| KM 32             |
| Paraíso           |
| Prados Verdes     |

| URG Austin (URG VI) |
| ------------------- |
| Austin              |
| Cacuia              |
| Carlos Sampaio      |
| Inconfidência       |
| Riachão             |
| Rodilândia          |
| Tinguazinho         |
| Vila Guimarães      |

| URG Vila de Cava (URG VII) |
| -------------------------- |
| Corumbá                    |
| Figueiras                  |
| Iguaçu Velho               |
| Rancho Fundo               |
| Santa Rita                 |
| Vila de Cava               |

| URG Miguel Couto (URG VIII) |
| --------------------------- |
| Boa Esperança               |
| Geneciano                   |
| Grama                       |
| Miguel Couto                |
| Parque Ambaí                |

| URG Tinguá (URG IX) |
| ------------------- |
| Adrianópolis        |
| Jaceruba            |
| Montevidéu          |
| Rio d'Ouro          |
| Tinguá              |

## Símbolos

### Himno
Autores: Paulo Costa Navega y Tereza Stela Pinheiro Lopes
| Letra en portugués Nova Iguaçu! Nova Iguaçu! Terra linda, encantadora, Desde os tempos de outrora, Dos meus velhos ancestrais; Tens uma história Cheia de belezas mil; O encanto fluminense E o orgulho do Brasil. A Maxambomba! Dos engenhos do passado, Nova Iguaçu! Dos dourados laranjais, Hoje feliz, com teu rico alvorecer, Com teu progresso e beleza Fiz consulta à natureza És grande, desde o nascer. | Letra en español Nova Iguaçu! Nova Iguáçu! Tierra linda, encantadora, Desde los viejos tiempos De mis viejos ancestros; Tienes una historia Llena de mil bellezas; El encanto de Río de Janeiro Y el orgullo de Brasil. Maxambomba! De los Ingenios del pasado, Nova Iguaçu! De los dorados naranjales, Hoy feliz, con tu rica alborada, Con tu progreso y belleza Consulté a la naturaleza Eres grande, desde tu nacimiento. |

### Escudo
El escudo del Municipio de Nova Iguaçu fue idealizado por el investigador Waldick Pereira, habiendo recibido tratamiento heráldico de Alberto Lima. Fue adoptado oficialmente por el decreto n.º 72, de 31 de marzo de 1970, y es usado en los edificios municipales y en publicaciones oficiales.
Significado del Escudo:
- La rueda amarilla es el símbolo de la ciudad industrial;
- A su derecha está el símbolo de la ciudad comercial;
- La caña y la naranja son las riquezas del pasado;
- El lírio y el oráculo de Santo Antônio de Jacutinga;
- La faja ondulada representa el río Iguaçu;
- La cadena de montañas simboliza la Serra do Mar, por donde pasaba la Estrada Real do Comércio;
- El año de 1833 marca la creación de la Villa de Iguaçu y el año 1891 marca la transferencia de la sede de la villa para Maxambomba y elevación y progreso de esta ciudad;
- El escudo portugués evidencia el origen de la patria;
- Las estrellas pequeñas representan las antiguas parroquias de Nuestra Senhora de la Piedad de Iguaçu, San Antonio de Jacutinga, Nuestra señora del Pilar, San Juan de Meriti y Nuestra Señora de la concepción de Marapicu;
- La estrella mayor representa el municipio de nova Iguaçu;
- Los colores significan: oro (fuerza, plata (pureza), rojo (astucia), azul (serenidad), verde (abundancia);

## Puntos turísticos
Algunos de los puntos turísticos más importantes del municipio son los siguientes:
- Sierra del Volcán; que presenta diversas marcas de haber tenido gran actividad volcánica, entre 70 y 40 millones de años atrás.
- Capilla Nuestra Señora Madre de Dios; para los amantes de la estructura y arquitectura colonial.
- Hacienda São Bernardino; se terminó de construir en 1875 con un estilo neoclásico: Producía café, azúcar, aguardiente, harina y extrajo mucha madera, además de su actividad comercial anterior.
- Plaza de Skate; a pesar de no ser moderna como las demás ubicadas en la zona, es importante por haber sido la primera pista de skate en toda América Latina.

## Deporte
Nova Iguaçu cuenta con diversas entidades dedicadas al deporte. Además de eso, posee una Villa Olímpica, construida en los años 90 dentro del Colegio Monteiro Lobato.
En el campo profesional del deporte, el municipio posee tres clubs profesionales de fútbol, que disputan el Campeonato Carioca de Fútbol; Nova Iguaçu Futebol Clube en la primera división, Artsul Fútbol Club y Deporte Club Miguiel Couto (ambos en la tercera división).

## Comunicación
El periódico más antiguo de Nova Iguaçu, aun en circulación, es el Correo de Lavaoura, fundado el 22 de marzo de 1917. Aunque su impresión sea solamente semanal, aun es un importante periódico de la región. Los únicos periódicos diarios en la ciudad actualmente en circulación, son Diario de Hoy y el Diario Hora H. 
También hay varias estaciones de radio comunitarias divulgadas principalmente a través de alto-parlantes instalados en algunas comunidades, además de la Radio Solimões, que funciona en AM.